# Jackie Evancho
Jackie Evancho   (Pittsburgh, 9 d'abril de 2000) nom artistic de Jacqueline Marie "Jackie" Evancho (es pronuncia "Ivanko") és una cantant nord-americana que va guanyar popularitat després de presentar-se en la cinquena temporada del programa televisiu America's Got Talent, amb l'ària de Puccini "O Mio Babbino Caro" sorprenent als jutges amb la seva potent veu de soprano malgrat solament tenir 10 anys. Jackie va quedar en segon lloc al programa. El seu primer enregistrament, O Holy Night, va obtenir el número 2 en la revista Billboard i disc de platí venent 1 milió de còpies. Evancho canta en l'estil de fusió o classical crossover de Sarah Brightman i Hayley Westenra.
Ha gravat sis discos: Prelude to a Dream (2009), O Holy Night (2010), Dream With Me (2011), Heavenly Christmas (2011), Songs from the Silver Screen (2012) i Awakening (2014).
Entre 2008 i 2010, Evancho va participar en diversos concursos de talents i va fer algunes petites aparicions en esdeveniments, sobretot a Pennsilvània (incloent cantar l'himne nacional dels Estats Units en un partit de beisbol dels Pirates de Pittsburgh va gravar un àlbum independent, "Prelude to a Dream" i va crear un canal a YouTube on va aconseguir despertar l'interès d'alguns productors i del públic en general. Jackie va impressionar a compositors com Tim Janis i David Foster, cadascun dels quals la van incloure en els seus concerts a partir de 2009. Més tard, en 2010, va guanyar bastant popularitat després del seu pas per "America's Got Talent". Amb el seu primer EP sota el contracte amb Columbia Records "O Holy Night" Evancho es va convertir en l'artista debutant més venuda de 2010, aconseguint situar-se en el Top 10 com a artista debutany més jove en la història dels Estats Units i la solista més jove a aconseguir certificació platí per vendes. Va actuar per primera vegada davant el president nord-americà Barack Obama en la il·luminació de l'Arbre de Nadal Nacional a Washington DC en 2010. El juny de 2011, el seu primer àlbum de llarga durada amb un segell important com Columbia "Dream With Me" va ser produït per David Foster, debutant en el lloc N° 2 en la llista Billboard 200, i va arribar al Top 5 d'artista debutant més jove en la història del Regne Unit. Billboard va classificar a Jackie en la part superior d'Artistes d'Àlbums Clàssics en 2011. Va llançar un altre àlbum d'estudi, "Heavenly Christmas" el novembre de 2011. En el mateix mes, es va convertir en la persona més jove a donar un concert en solitari en el Lincoln Center de Nova York com a part del seu tour "Dream With Me". Ha realitzat tres especials de PBS en solitari, el primer d'ells "Dream With Me in Concert" va ser l'especial amb més difusió i èxit en tota la història de la Cadena PBS, el tercer d'ells es va començar a emetre a partir del 29 de novembre de 2014.
Jackie Evancho va interpretar l'himne nacional dels Estats Units en la investidura de Donald Trump el 20 de gener de 2017.

## Biografia
Filla de Mike i Lisa Evancho. El seu pare era amo d'una empresa de seguretat i operacions fins al 2010, va estudiar Màrqueting a la Universitat de Pittsburgh, la seva mare va estudiar la carrera d'infermeria. Jackie té una germana gran, Juliet, un germà petit, Zachary i una germana petita, Rachel. La seva família és de formació catòlica. Ells resideixen a Richland Township, un suburbi al nord de Pittsburgh, Pennsilvània. Evancho va començar els seus estudis a les escoles públiques del Districte Escolar de Pine Richland, però a la fi de 2010, a causa del seu calendari de gira, ella es va canviar a l'educació en línia. Al gener de 2014, no obstant això, ella va tornar a l'escola pública, actualment encara està assistint a la mateixa. Els passatemps de Jackie inclouen tocar el violí i el piano, la costura, nedar, dibuixar, pintar, passar temps amb els seus germans i els seus amics, jugar amb les seves mascotes, i el tir amb arc.
La dedicació de Jackie a la música va començar després que ella veiés la versió cinematogràfica del musical d'Andrew Lloyd Weber "El Fantasma de l'Òpera" al cinema; pel que la seva mare li va comprar el DVD abans del seu vuitè aniversari, a Jackie li agradava tant la pel·lícula que la hi va aprendre de memòria i va començar a cantar les cançons donant tornades per la seva casa. Els seus pares han dit que ells no s'adonaven que la seva veu era inusual fins que va arribar la seva primera competència de talent. Al març-abril de 2008, Jackie va competir en Kean Idol, un concurs de talents local, acabant en segon lloc darrere d'una cantant d'òpera de 20 anys. Llavors ella va començar a prendre petites classes de cant després del seu èxit en el concurs, però les mateixes no van ser intensives ni extenses. Aviat els seus pares van començar a rebre sol·licituds perquè ella cantés en diversos esdeveniments i llocs, com a esglésies i llars d'ancians, la majoria a Pennsilvània. Ella també va començar un canal de YouTube, va cantar en el Festival Infantil del Cor de Pittsburgh durant la temporada 2008-09, va representar el paper principal en una versió musical per a l'escola de Caputxeta Vermella en 2009.
Al gener de 2009, Evancho va competir a Las Vegas en el 15è Concurs Anual dels EUA World Showcase Talent, on també va acabar en segon lloc. Ella va competir de nou en el concurs Kean Idol en 2009 i va tornar a ser subcampiona. Va participar en altres concursos de talent, en un dels quals va guanyar el Premi d'Or Ribby del Wonderworld TV a l'abril de 2009 i el Talent Quest TV Show al juny de 2009 (tots dos a Massachusetts). També en 2009, ella va cantar "Au María" en televisió al costat del compositor i director d'orquestra, Tim Janis en el seu especial per PBS "Celebrate America" i ella va participar en altres concerts i programes de televisió amb Janis, qui es va interessar en ella després veure-la en YouTube. Jackie també va fer diverses aparicions de cant al voltant de Pennsilvània en 2009 i 2010.

## Carrera

### David Foster iPrelude To A Dream
Jackie primer va cridar l'atenció del productor David Foster en 2009. Després d'enviar-li un vídeo, va ser seleccionada per a les semifinals regionals del "Hitman Talent Search Contest", per acabar com a subcampiona i a l'octubre de 2009 va cantar en l'esdeveniment "David Foster & Friends" en el Prudential Center en Newark, Nova Jersey.
Al novembre de 2009, Evancho va llançar el seu àlbum debut independent, "Prelude To A Dream" (Preludi d'un Somni). L'àlbum conté principalment covers de cançons de crossover clàssic com "Con Te Partirò", "The Prayer", "To Where You Are" "Concrete Angel", "Amazing Grace", entre d'altres. L'àlbum va debutar en el Billboard 200 en el número 121, i en el lloc número 2 en el Billboard Albums Clàssics, a l'agost de 2010, després de la primera actuació de Jackie en America's Got Talent. Els seus pares van retirar l'àlbum més tard en el mateix mes, citant el progrés vocal de Jackie des del seu llançament. Des del seu èxit en America's Got Talent, l'àlbum s'ha convertit en una peça de col·lecció, sent molt difícil d'aconseguir, i les poques còpies arribant a preus de venda exorbitants.

### America's Got Talent
Després de dues audicions anteriors sense èxit per al xou, Jackie va ser acceptada com a concursant en la cinquena temporada del programa de televisió America's Got Talent (AGT), el seu pare va enviar un video d'ella cantant "Panis Angelicus" per a una audició online que el programa va obrir a meitat de la cinquena temporada, el video va arribar al primer lloc en la competència de YouTube 2010 rebent la major quantitat de vots. El 10 d'agost de 2010, Jackie va cantar l'ària "O mio babbino Caro" en quarts de final de la sèrie. Ella va rebre una ovació dempeus després de la seva actuació i com va guanyar l'audició online, el programa la va premiar amb un viatge familiar a Universal Studios a Florida per rebre la major quantitat de vots dels afeccionats entre totes les presentacions de YouTube de la sèrie, el jutge Howie Mandel li va dir a Jackie en la seva revisió després de la seva presentació, que l'espectacle buscava "trobar un moment, una joia, un estel en un lloc on mai hem buscat abans...Est és el moment. Tu ets l'estel". Després de l'actuació de Evancho, van sorgir comentaris que preguntaven si la seva actuació havia estat amb sincronització de llavis i si era realment la seva veu. En el xou en viu de la següent nit, Jackie va improvisar un exercici de veu per demostrar que era realment la seva veu. En una entrevista, Mandel va abordar la qüestió:. "el que la gent està dient en realitat [és] que és realment és massa bo per ser veritat. Això és tan perfecte i tan meravellós que la gent mai ha sentit parlar d'un talent com a est. Un ha de prendre això com un compliment. Fins i tot si no t'agrada aquest tipus de música, no es pot negar que [ella] és la perfecció mateixa".
La seva actuació en la semifinal va ser "Time To Say Goodbye", el 31 d'agost de 2010. Ella va avançar al Top 10 on, el 7 de setembre de 2010, va cantar el Rèquiem d'Andrew Lloyd Webber "Pie Jesu" i va aconseguir arribar a quarts de final. Els líders de Pittsburgh van declarar la següent setmana com la "Setmana de Jackie Evancho" en agraïment "per la seva representació positiva de la nostra ciutat", mostrant "aplom i determinació molt més enllà de la seva edat". La seva última actuació en la competència va ser el "Au María" de Gounod el 14 de setembre. La nit següent, en el final de temporada de AGT, Jackie va cantar "Time to Say Goodbye", juntament amb l'artista convidada Sarah Brightman i després Evancho va ser anunciada com la subcampiona, acabant segona darrere del cantant Michael Grimm. Molts espectadors i comentaristes van considerar que ella hauria d'haver guanyat i fins i tot Grimm va expressar la seva sorpresa en saber-se guanyador. L'espectacle va portar l'àmplia exposició d'ella davant les audiències nord-americanes, com un màxim de 16 milions d'espectadors veient les seves actuacions cada setmana. L'espectacle final va ser l'episodi més vist de AGT en tres anys. Evancho s'ha convertit en un dels dos exparticipants de AGT més reeixits de la història del xou. Ella va ser convidada a "The Tonight Show" amb Jay Leno el 23 de setembre de 2010, una setmana després de la final, on va cantar i va donar la seva primera entrevista amb Leno. Posteriorment Jackie va formar part del llibre de 2013 "Dins de AGT: Els casos secrets de America's Got Talent".
Jackie es va presentar en 10 de les 25 ciutats del Tour en viu de America's Got Talent de l'1 d'octubre al 5 de novembre de 2010. El 8 d'octubre de 2010, Evancho va signar un contracte d'enregistrament amb la productora SYCO i Columbia Records. Una setmana més tard Jackie va cantar a Las Vegas amb David Foster. A partir de juny de 2010 fins a mitjan 2011, ella va tenir entrenament amb la mestra de veu Yvie Burnett, una mezzosoprano d'Escòcia, que ha treballat amb molts dels cantants que apareixen en Tim Janis va programar a Evancho per cantar en el seu espectacle en el Carnegie Hall de Nova York el 2 de desembre de 2010, on ella hauria estat la solista vocal femenina més jove a presentar-se en aquest lloc. Durant la gira de AGT, no obstant això, els seus pares la van retirar de l'esdeveniment en el Carnegie Hall, perquè per a aquest temps Jackie ja havia començat a fer aparicions promocionals per Columbia Records.

### O Holy Night
El primer llançament de Jackie amb un important segell discogràfic va ser l'àlbum O Holy Night, amb Columbia Rècords. Va ser llançat el 16 de novembre de 2010 i va entrar en el Billboard 200 en el número 2, col·locant a Evancho com l'artista debut més venut de 2010 i el solista més jove a debutar en la part superior del Top 10. També va debutar en el lloc número 1 en la llista d'àlbums clàssics de Billboard. Va ser Nº 2 en el Billboard Holiday Albums Chart. L'àlbum va vendre 239.000 còpies en la seva primera setmana. El 10 de desembre de 2010 l'àlbum va ser certificat platí per la RIAA, per les vendes de més d'un milió de còpies als EUA, que van convertir Jackie en la solista més jove a aconseguir platí.
La primera gran oportunitat de Jackie per promocionar l'àlbum en televisió va arribar quan va ser entrevistada al programa de Oprah Winfrey el 19 d'octubre de 2010, i va cantar "Peu Jesu". Entre altres programes d'entrevistes, aparicions en QVC i aparicions en programes d'entreteniment, Jackie va cantar cançons de l'àlbum i va ser entrevistada en The Today Show i Fox & Friends, The View i Martha Stewart Living. Jackie va cantar "O Holy Night" en el Holiday Parade del Macy's presentat per WPXI en Pittsburgh el 27 de novembre de 2010. El 30 de novembre, ella va cantar "O Holy Night" i al costat de Katherine Jenkins va cantar "Nit de Pau", en la il·luminació de l'arbre de Nadal del Rockefeller Center en l'especial de la NBC "Nadal en el Rockefeller Center" un dueto com aquest havia estat anticipat des que Piers Morgan va comentar sobre l'aparença similar de les dues cantants. El 9 de desembre de 2010, Evancho es va presentar en l'esdeveniment d'il·luminació de l'arbre de Nadal Nacional a Washington DC, cantant "O Holy Night" on es va reunir amb el president Obama i la seva família. El 15 de desembre va tornar a la Tonight Show. També va cantar en la 27.ª edició anual del Disney Christmas Day Parade, que es va emetre a través de la cadena de televisió ABC el 25 de desembre.
En els charts de 2011 a cap d'any (incloent els alliberaments derivats de novembre de 2010), la revista Billboard va classificar a "O Holy Night" en el lloc número 1 en el seu chart d'àlbums clàssics. També va ocupar el N° 15 com a àlbum més venut del 2011 als EUA "O Holy Night" també va ser classificat com el número 31 del chart d'Àlbums a Canadà en 2011.

### Dream With Me
El segon àlbum llarga durada de Jackie (el seu primer amb un segell discogràfic gran) "Dream With Me", produït per David Foster per Sony i Syco Music, va ser llançat el 14 de juny de 2011. L'àlbum va debutar en el lloc número 2 en Billboard 200, va aconseguir el número 1 als Estats Units en el chart de músiques clàssiques de Billboard i va ser certificat Or per la RIAA. L'àlbum també va obtenir bons resultats a nivell internacional amb Evancho convertint-se en l'artista més jove a debutar en el Regne Unit en el top 5. L'àlbum inclou 14 temes que van des de cançons populars ("Angel") a àries clàssiques ("Ombra Mai Fu") i cançons originals, incloent la cançó "Dream With Me" que va anar també títol de l'àlbum, cançó en la qual Jackie va contribuir amb la lletra. També canta a duo amb Barbra Streisand ("Somewhere") i Susan Boyle ("The Prayer"). Una edició de luxe de "Dream With Me" disponible únicament per als EUA i el Canadà incloïa quatre bonus tracks: "Someday", "Mi Mancherai", "The Impossible Dream" i "A Time For Us". Allmusic li va donar a l'àlbum 3-1/2 estels de 5 possibles, comentant: "Dream With Me" copeja totes les notes correctes, encara que hi ha poques sorpreses ni trobes molts grans moments, però resultant en un molt sòlid" debut oficial "en un augment de protagonitzar les albors de la seva carrera". USA Today li va donar 2-1/2 estels de 4 "dolç, to vocal intachable d'Evancho, lent i acurat vibrato amb prou feines traeix la seva curta edat....Però "Dream With Me" té odes predictibles i sovint rimbombants sobre l'amor i la fe, que poden soscavar la qualitat més atractiva de l'àlbum: la innocència. Hagués preferit una mica menys de pompa i Puccini, i més meravella juvenil".
Evancho va promoure l'àlbum en programes d'entrevistes i en concerts als EUA i al Canadà. Ella va gravar un sol concert especial de televisió per a la sèrie de 2011 de PBS Great Performances que inclou gairebé les mateixes cançons que l'àlbum. L'especial titulat "Dream With Me In Concert", va ser el programa de més difusió de l'any de la xarxa PBS. Jackie va ser la persona més jove a tenir un especial en la sèrie. "Es va convertir en un dels especials més vists en els 38 anys d'història de la sèrie Great Performances i va recaptar quantitats rècord de diners per a les estacions de PBS. "El concert va ser organitzat conjuntament per David Foster, que tocava el piano en l'orquestra per a moltes de les seleccions musicals, mentre que Conrad Tao tocava el piano o el violí en algunes seleccions. L'especial es va emetre en les estacions de PBS a partir de juny de 2011 i va ser llançat com un conjunt de CD/DVD al setembre de 2011, "Dream With Me In Concert" va arribar al N° 1 en les llistes de Top Music Video de Billboard, Allmusic va donar la seva semblar: "la versió de concert sona gairebé idèntica (fora de les ones d'aplaudiments) que l'àlbum d'estudi, però el DVD que acompanya, que compta amb el rendiment en gran manera coreograficamente, així com una extensa galeria de fotos i entrevistes amb tots dos, Evancho i Foster, ha de proporcionar suficient per a l'ull i l'oïda per apaivagar als fans de la cantant, tan talentosa i jove, tant que apareix un seguiment adequat". The Sun va escriure que el "conjunt de crossover clàssic mostra l'extraordinària bellesa de les cordes vocals de la nena".
Al juliol de 2011 la cantant va començar la seva primera gira en solitari per tot Estats Units, per promocionar l'àlbum. Es componia d'una sèrie d'actuacions amb orquestres simfòniques, començant amb vuit parades als EUA durant l'any 2011, incloent-hi la seva ciutat natal de Pittsburgh el 16 d'octubre Jackie va fer el seu debut a Nova York en un concert en solitari en el Avery Fisher Hall al novembre de 2011, convertint-se en la persona més jove a cantar un concert en solitari en el Lincoln Center. La seva última aparició l'any 2011 va ser a Las Vegas el 29 de desembre de 2011, on va encapçalar un concert amb David Foster i Kenny G, amb la majoria de les cançons de "Dream With Me". En 2012 va continuar el seu gira per Estats Units per promocionar l'àlbum, al costat del tenor Josh Page, que va cantar a duo "The Prayer" amb ella i va cantar dos solos com a intermedi del concert. Ella va fer set concerts a Califòrnia i Utah des de gener a març de 2012, tres parades de la gira febrer de Evancho van constituir la desena gira més taquillera reportada per Billboard per a la setmana en qüestió. El juny de 2012, va concloure el seu gira amb actuacions en la costa est.
En el seu chart de 2011 a cap d'any, la revista Billboard va classificar "Dream With Me" com el Nº 2 més venut entre els Àlbums Clàssics de l'any i com el N° 45 de discos als Estats Units de 2011. "Dream With Me" va ser inclòs en el gràfic d'Àlbums Clàssics durant un total de 74 setmanes. Billboard va classificar a "Dream With Me in Concert" com el N° 21 entre DVD's del 2011 i el CD en el posat N° 16 de 2012. "Dream With Me in Concert" va classificar en el Top Billboard.biz del chart de vídeos musicals durant més de 60 setmanes. "Dream With Me" i la producció de Foster de l'àlbum es discuteixen detalladament en 2013 en la dissertació de l'oncle de Jackie, el compositor i Ph.D. Mathew Evancho.

### Heavenly Christmas
L'àlbum de Nadal de Jackie en 2011 "Heavenly Christmas" té 12 cançons i va ser produït per Rob Mounsey que dirigeix a l'Orquestra de St. Luke en l'àlbum. Les seleccions inclouen nadales tradicionals com "The First Noel" i "O Little Town of Bethlehem" estàndards com a "I'll Be Home for Christmas", "White Christmas" i cançons més recents com "Walking in the Air" (de la pel·lícula animada de 1982 The Snowman) i "Believe" (de la pel·lícula L'Exprés Polar). L'àlbum va ser llançat l'1 de novembre de 2011, exclusivament en Walmart als EUA i en altres detallistes dels Estats Units a l'octubre de 2012.
L'àlbum va entrar en els àlbums clàssics de Billboard en el No. 1 i entre els àlbums de vacances en el posat N° 3 i en el Billboard 200 en el posat N° 16, amb un màxim en el N° 11. Va aconseguir el posat Nº 9 en el chart d'àlbums a Canadà. La revisió de Allmusic li dona a l'àlbum 3 estels, comentant: "la veu de Evancho és impressionants, com sempre, i els arranjaments són en la seva majoria de bon gust, amb moments només ocasionals de grandiloqüència". El Salt Lake City Tribune va classificar l'àlbum com "A-" escrivint: "alguns de nosaltres encara estem desconcertats quan escoltem aquesta veu femenina tan forta però sortint d'una nena d'11 anys. La seva millor mostra és l'angelical "Believe". Christopher John Farley de The Wall Street Journal va escriure: "quan ella canta, sona com si estigués canalitzant una vida passada, un ésser del futur, o possiblement un àngel real."
Igual que en els seus anteriors discos, Jackie va fer aparicions en talk xous en totes les principals cadenes de televisió per promoure "Heavenly Christmas" cantant "The First Noel" en The View i The Talk i "Believe" en The Tonight Show. Ella va donar concerts cantant cançons d'aquest àlbum a més del seu àlbum anterior al desembre de 2011 en Buffalo, Nova York, Atlantic City, Nova Jersey i Pittsburgh, tenint com a company de duo al tenor Christopher Dallo. A partir de gener de 2012 més de 300.000 còpies de "Heavenly Christmas" s'havien venut als EUA. En els seus charts finals de l'anys Billboard ho va classificar com el N° 4 més venut entre àlbums clàssics de l'any i va classificar en el posat N° 41 en el 2012 a cap d'any entre els àlbums canadencs.

### Songs From The Silver Screen
El quart àlbum de llarga durada de Jackie, "Songs From The Silver Screen" va ser llançat el 2 d'octubre de 2012, va ser produït per Humberto Gatica, compta amb 12 cançons utilitzades en pel·lícules populars, organitzades per Bill Ross. Les pistes van des de la capritxosa "Pure Imagination" de Willy Wonka i la fàbrica de xocolata, fins a cançons de Disney com a "Can You Feel The Love Tonight" del Rei Lleó i "I See the Light" de Tangled, també té himnes inspiradors com "My Heart Will Go On" de Titanic, amb Joshua Bell en el violí i les clàssiques romàntiques com "Some Enchanted Evening" de Pacífic Sud, altres col·laboracions en l'àlbum són "The Summer Knows" d'Estiu del 42 amb Chris Botti en la trompeta i "Come What May" de Moulin Rouge amb la col·laboració de The Canadian Tenors. Una revisió de Allmusic va concedir l'àlbum de 3 estels i mig sobre 5, que indicava que el CD "mostra a Evancho més a l'altura de la tasca, mostrant maduresa i aplom."
Un especial de PBS Great Performances anomenat Jackie Evancho: "Music Of The Movies" filmat en el Teatre Orpheum de Los Angeles, compta amb gairebé les mateixes seleccions que l'àlbum. La pel·lícula va ser dirigida i co-produïda per David Horn i Humberto Gatica i dirigit i organitzat per Bill Ross. L'emissió de l'especial en les estacions de PBS va ser a partir de l'11 d'agost de 2012. Una revisió de l'especial va comentar que les cançons encaixaven en estil de crossover clàssic de Evancho.
Va començar una gira en viu per promocionar l'àlbum a l'agost de 2012, donant el seu primer concert en solitari amb cançons de l'àlbum al Japó amb l'Orquestra Filharmònica de Tòquio. Ella va continuar la gira pels EUA apareixent per primera vegada amb l'Orquestra de Cambra de Filadèlfia. La primera etapa de la gira va incloure concerts en dues dotzenes de ciutats d'Amèrica del Nord, entre setembre de 2012 i juny de 2013. Jackie també va aparèixer en programes de televisió de la NBC, ABC, CBS, Fox i CNN a l'octubre i novembre de 2012, on va cantar cançons de l'àlbum i va ser entrevistada. Va reprendre la gira d'octubre de 2013 a gener de 2014 amb aparicions en una dotzena més de ciutats i els últims sis concerts de la sèrie van ser des d'abril a agost de 2014.
L'àlbum va debutar en el lloc número 7 en el Billboard 200 com a N° 1 en la llista d'Àlbums Clàssics i en el N° 22 en la llista d'àlbums del Canadà. El debut va fer que la nena de 12 anys es convertís en el segon artista que va aconseguir "acumular tres millors àlbums en el Top 10 en el Billboard 200 a una edat tan jove." L'àlbum es va mantenir en el Billboard 200 durant 13 setmanes i va aparèixer en els àlbums clàssics de Billboard durant 72 setmanes. "Songs From The Silver Screen" va obtenir el posat N° 4 d'àlbums clàssics de 2013 i el N° 36 del Classical Album chart de 2014.

### Awakening
Jackie va llançar el seu cinquè àlbum d'estudi de llarga durada "Awakening el 23 de setembre de 2014, després de mudar-se de Syco/Columbia a Portrait Records/Sony Masterworks. Ella està promovent l'àlbum amb una gira de concerts que va començar al novembre de 2014, un tercer especial de PBS basat en l'àlbum va començar a ser transmès per les estacions de PBS el mateix mes. L'àlbum consta de 12 cançons, incloent una mescla de peces clàssiques com "Vocalise" de Rachmaninoff, la cançó d'art "Dormi Jesu" i la versió de "Ave María" de Vavilov; es manté en l'estil de classical crossover però consta de més peces contemporànies com "With or Without You" d'U2, "Your Love" de Ennio Morricone, "Je t'aime" de Lara Fabian i "Memories" de Whitin Temptation, a més de diverses cançons originals. Walmart està oferint una edició de luxe que inclou sis cançons nadalenques com bonus. Una cover de bonus track de "My Immortal" de Evanescence està inclòs exclusivament en la versió de l'àlbum venut al Japó.
El juny de 2014 va llançar el seu primer single de l'àlbum, una versió de "The Rains Of Castamere" de la sèrie de TV "Joc de Trons". Un escriptor per l'Orlando Sentinel va dir de la cançó que la veu de Evancho era una "veu madura que sona impressionant". Jackie va llançar un video pel single al juliol de 2014. Ella va oferir una segona pista, "Think Of Me" de "El Fantasma de l'Òpera" per a la seva descàrrega online al juliol de 2014. Un vídeo per a la cançó va ser llançat juntament amb un avançament a través de People al setembre de 2014. Jackie també va llançar una descàrrega digital d'un bonus track anomenat "Go Time" al juliol de 2014 per a la marca de roba juvenil "Justice" que apareix a la seva pàgina web, es va posar a disposició per a la seva descàrrega gratuïta als seus compradors i el video s'ha estat reproduint en les tendes de roba en tot el país. Al setembre la revista Billboard streaming va llançar el tercer single de l'àlbum, titulat "Your Love", que va estar disponible per a la seva descàrrega en el dia de la publicació de l'àlbum. Un últim single en video (de l'especial de PBS) de "Ave María" va ser llançat al novembre de 2014.
Jackie va començar les seves promocions televisives de l'àlbum amb una tornada a America's Got Talent com a artista convidada, cantant "Think Of Me" en el Radi City Music Hall el 10 de setembre de 2014, durant la novena temporada de la sèrie. Altres actuacions de televisió incloses The Today Show el 22 de setembre on va cantar "Your Love". Entre altres presentacions en la televisió i els mitjans de comunicació, va cantar en The Queen Latifah Show el 3 d'octubre, i va ser ressenyada a la xarxa de Oprah Winfrey el 5 octubre de 2014. Jackie va fer un tercer especial de PBS per promocionar l'àlbum, l'especial es va dir "Awakening: Live in Concert". Va ser filmat a l'agost de 2014 en els jardins de Longwood en Pennsylvania i va començar a transmetre's en les estacions de PBS el 29 de novembre de 2014; Cheyenne Jackson va ser el co-amfitrió del xou i va cantar "Say Something" a duo amb Evancho. L'especial inclou totes les cançons de "Awakening" i dues cançons addicionals "Say Something" i "O Mio Babbino Caro". Jackie va aparèixer en el xou del Dr. Phil el 16 de desembre de 2014, cantant "Ave María".
"Awakening" va debutar en el posat N° 17 en la llista Billboard 200 i en el N° 1 en el Billboard Classical Albums chart. Aquest va ser el cinquè llançament consecutiu de Jackie en el lloc número 1 en el Billboard Classical Albums chart. Markos Papadatos del Digital Magazine va donar àlbum una qualificació A, i el va qualificar de "impressionant de principi a fi gràcies a la seva veu clàssica i càlida". Va anomenar a la seva interpretació de les cançons de "etèria", "cristal·lina" i "inquietant". En 2014 els charts de final d'any de la revista Billboard van classificar a "Awakening" com el N° 11 entre els àlbums clàssics més venuts de l'any.

### Altres presentacions i filantropia
Jackie va cantar l'himne nacional dels Estats Units en diversos esdeveniments en 2009 i 2010, incloent la cerimònia de setembre 2009 en memòria de les víctimes del Vol 93 de United, i en 2010 el primer partit a casa de l'equip de beisbol dels Pirates de Pittsburgh, i la NHL en la temporada d'Hivern Classic l'1 de gener de 2011 en el Heinz Field de Pittsburgh. El gener de 2011, va cantar "Nella Fantasia" en el Beverly Hills Xefs per a l'esdeveniment en suport als esforços per posar fi a la caça indiscriminada de foques nadó que es duu a terme cada any a Canadà. L'esdeveniment va ser patrocinat per la Societat Protectora d'Animals dels Estats Units, de la qual Jackie és l'ambaixadora de la "Missió: Protectora d'Animals", un programa que anima als nens a ajudar a protegir els animals. El febrer de 2011, ella va realitzar el seu primer concert de llarga durada com a cap de cartell, en Houston, Texas, amb el Cor de cambra d'Houston. El març de 2011 va cantar en el Festival de les Arts de Boca Raton, Florida, al costat de joves estels de la Metropolitan Opera. Evancho va cantar en el "Celebrity Fight Night" esdeveniment de caritat de Muhammad Ali per combatre la malaltia de Parkinson, a Phoenix, Arizona, més tard, aquest mateix mes. També va cantar la introducció a "Somewhere Over the Rainbow" en l'emissió especial de comiat de Oprah el 25 de maig de 2011.
El juny de 2011, va cantar com a artista convidada en la temporada final de Britain's Got Talent. Després de viatjar durant l'estiu, al setembre, va tornar a America's Got Talent com a artista convidada, interpretant "Nessun Dorma" durant el final de la sisena temporada. Va fer un duet de la cançó "When You Wish Upon A Star" amb Tony Bennett, que apareix com un bonus track en l'edició de luxe del seu àlbum Duets II de 2011 i va prestar la seva veu per a un homenatge de "Feliç aniversari" per Bennett com a part d'un anunci publicitari de Target en 2011. Ella també canta "Pie Jesu" en l'àlbum de 2011 titulat "HitMan Returns: David Foster & Friends" (2011). L'àlbum va ser gravat en viu a Las Vegas a l'octubre de 2010, i PBS va transmetre el concert amb "Pie Jesu" i "O Mio Babbino Caro" cantats per Jackie, a partir de març de 2011. El seu enregistrament de "Nit de Pau" està inclosa en l'àlbum de Sony de 2011 "30 Estels de Nadal." Ella va cantar en dos concerts de "David Foster & Friends" a l'octubre de 2011, a Tòquio, on també va aparèixer en diverses entrevistes de televisió del país nipó.
Jackie va tornar al Japó per a participar en el programa de la recentment reoberta Bunkamura Orchard Concert Hall, anomenat "Musical d'Unió de la Simfònica" i donar el seu propi concert del "Dream With Me" Tour amb l'Orquestra Filharmònica de Tòquio el gener de 2012. A més va cantar per l'Emperador del Japó i la família imperial. Al febrer de 2012 va cantar en el "Desdejuni d'Oració Nacional" dels Estats Units abans que el president Obama i líders del Congrés i convidats internacionals realitzin l'esdeveniment central, també va cantar per al sopar de gala de l'esdeveniment. A l'abril Jackie va aparèixer en "Dancing With The Stars" i va cantar "Au María" i "Dark Waltz" per acompanyar a dues dels equips del certamen. Va actuar com a estel convidat en el final de temporada de Canada's Got Talent al maig de 2012. Al juny va cantar a Rússia en la cerimònia d'obertura del Fòrum Econòmic Internacional a Sant Petersburg. El concert a l'aire lliure a la Plaça del Palacio, denominat com "Bouquet d'Òpera" també va comptar amb Dmitry Hvorostovsky (Rússia) i Sumi Jo (Corea del Sud), en l'esdeveniment, on van assistir més de 100.000 persones, Jackie va cantar algunes seleccions dels seus àlbums i va fer un duo de "Time To Say Goodbye" amb Sumi Jo.
Jackie, al costat del director John Mario di Costanzo va realitzar un concert amb Tony Bennett a l'agost de 2012, també va cantar a l'agost de 2012 en la reunió anual de la Gala a benefici de la Fundació Starkey Hearing, que proveeix d'audiòfons per a persones necessitades dels EUA i altres països. Va cantar a Hiroshima, Japó, més tard a l'agost, en el concert "Pau pel món" amb Christopher Cross i uns altres. Al final del mes, Jackie va cantar al costat de Tony Bennett en el Ironstone Amphitheatre en Murphys, Califòrnia, on va ser acompanyada per membres de la Simfònica de Stockton. A l'octubre va cantar amb l'Orquestra Simfònica de Dallas com a part de les celebracions d'obertura per Klyde Warren Park en Dallas, Texas. A la fi de 2012 Jackie va signar un contracte amb WhyHunger philosophy.com i Sephora per oferir un producte de bany "Believe" inspirats en la lletra de la seva cançó "To Believe", tots els guanys nets de les vendes del producte de WhyHunger van ser directament per donar suport a la lluita per acabar amb el gana mundial.
Jackie va participar amb més de 200 artistes en un esdeveniment del Cirque du Soleil en el Bellagio a Las Vegas al març de 2013 en l'esdeveniment "One Night One Drop" en el Dia Mundial de l'Aigua. Ella va realitzar una presentació en l'aigua i un espectacle aeri, l'esdeveniment era en suport al fet que la gent es beneficiï de programes d'accés a l'aigua neta a tot el món i d'educació en la Fundació One Drop. Robin Leach va escriure sobre ella: "la cantant súper estel, 12 anys, Jackie [Evancho] es va robar la nit amb la seva "Bridge Over Troubled Water" cantant descalça en l'aigua fent un gegantesc solament, excepte pel pianista de fons. Ella també va dominar el fantàstic final volant com un àngel en un arnés des del terrat del teatre". Al mes següent va cantar en un concert a Taiwan enfront de 30.000 espectadors al costat del tenor espanyol José Carreras. Ella va realitzar un altre concert amb Tony Bennett al maig en Alpharetta, Geòrgia amb l'Orquestra Simfònica d'Atlanta. Respecte a cantar amb Evancho, Bennett va dir: "Ella és simplement meravellosa, la meva pròpia reacció és: "Com diables vaig a seguir-li el ritme a això?". El 4 de juliol d'aquest any Jackie va ser artista destacada en el televisat espectacle anual "A Capitol Fourth", cantant l'himne nacional i "Can You Feel the Love Tonight" del seu àlbum "Songs From The Silver Screen".
Jackie va encapçalar un concert benèfic anomenat "Jackie Evancho & Friends: We Are Hope" en el Palau de LDS a Salt Lake City al novembre de 2013, per donar suport als programes de la Fundació Mundial Mozart per fomentar l'ensenyament de la música i l'art a les escoles públiques dels Estats Units. Ella va cantar l'himne nacional dels Estats Units en el Dia d'Acció de Gràcies en el partit de futbol dels Green Bay Packers vs Detroit Lions, transmès per Fox. Ella va encapçalar un concert benèfic de Nadal en el Carnegie Hall produït pel seu antic mentor Tim Janis i amb James Galway al desembre d'aquest any.
2014 - present
Jackie va ser la cantant central de l'esdeveniment "The Perfect Pink Party" de Susan G. Komen a Palm Beach, Florida, el gener de 2014, per beneficiar a la recerca sobre el càncer de mama. Al març, Jackie va encapçalar un concert amb l'Orquestra Simfònica de Sant Bernardino en el Citizens Business Bank Arena d'Ontario, Califòrnia, a benefici de l'Hospital Nens de la Universitat de Loma Linda. Ella va aparèixer en la gala anual a benefici del canal de TV Chicago WTTW i estacions de radi WFMT al maig de 2014 i a Washington DC en el Concert del Dia Nacional dels Caiguts transmès per PBS. Jackie va cantar en el Saló de la Fama de Compositors, en el sopar de gala del lliurament de premis 2014, en el mes de juny i va cantar el clàssic "Over The Rainbow".
Al setembre de 2014 va cantar en el concert de la Fundació David Foster per beneficiar a les famílies amb nens que necessiten un trasplantament d'òrgan, en el mateix esdeveniment Jackie va adoptar a una família per ajudar amb el tractament durant 1 any. Al novembre va cantar una "commovedora versió" de la cançó "Imagine" de John Lennon en les Nacions Unides per presentar el programa d'UNICEF #Imagine. Aquest mateix mes va donar el seu primer concert a Llatinoamèrica, promovent el seu àlbum "Awakening" a l'Hotel Internacional a San José de Costa Rica, en aquesta ocasió Jackie va cantar el seu repertori habitual amb cançons de tots els seus àlbums i realitzant un duo amb el tenor Joaquin Yglesias de la cançó "Say Somenthing", també es va reunir juntament amb la seva família en la residència de l'ex president i Premi Nobel de la Paz Oscar Arias, qui es va mostrar molt impressionat amb el seu talent i la seva carrera, l'èxit de Jackie al país centroamericano va ser rotund. També en 2014 va gravar la cançó de Leonard Cohen "Hallelujah" amb Peter Hollens per al seu disc homònim i els dos van donar a conèixer un video de la cançó. Que immediatament es va tornar viral en Internet. Un crític de Mashable ho va cridar "un regal dels déus a cappella". També en 2015 va llançar a través del seu canal oficial en Youtube (Jackie Evancho Official) un video especial per recolzar a la campanya de lluita contra la caça indiscriminada de foques bebè de la "Societat Protectora d'Animals" i ella és portada del lloc web de la fundació, així com vocera de la lluita contra la caça indiscriminada.
El 26 d'abril de 2015 va cantar en el concert d'Andrea Bocelli a Tailàndia, dirigit per David Foster al costat d'altres cantants convidats, Jackie va cantar algunes cançons dels seus àlbums i va tancar el concert cantant el clàssic "Time To Say Goodbye" (Con Te Partiró) cançó que el mateix Bocelli va fer famosa amb el dueto al costat de Sarah Brightman fa alguns anys. Jackie va fer una presentació impressionant al costat del tenor italià, qui va quedar totalment impressionat amb la seva veu i talent malgrat la seva curta edat.
El 14 d'agost de 2015 va formar part de la Gira Asiàtica de "David Foster & Friends" a Malàisia, do va oferir dos concerts amb el multigalardonado productor, deixant al públic asiàtic absolutament impressionat amb el seu talent i la seva veu.
El 21 d'agost de 2015 va llançar un nou senzill juntament amb un video del cover de Ed Sheeran, All of the Stars, que automàticament es va convertir en un boom, primer per tractar-se d'una cançó pop, molt diferent al seu estil Classical Crossover.
Del 9 al 15 de setembre de 2015 Jackie va formar part de la magnífica gira del "Celebrity Fight Night" a Itàlia a benefici de la Fundació Muhammad Ali de lluita contra el mal de Parkinson. Durant 7 dies Jackie, al costat d'Andrea Bocelli, David Foster i un munt de celebritats van recórrer diferents ciutats italianes fent concerts, sopars de gala i presentacions, inclosa un sopar de gala amb un concert en l'exclusiva Vila del tenor Italià. Un dels concerts va ser a Florència on Jackie va cantar en el cèlebre "Palazzo Veccio", i un sopar de gala en el David de Miguel Ángel, tancant la gira amb un concert i sopar de gala en els cellers del prestigiós vinyer Barriccaia. Jackie va rebre magnífiques crítiques en les seves presentacions a Europa.
El 26 de setembre Jackie va cantar per al Papa Francesc en l'esdeveniment "World Meeting of Families 2015" en Philadelphia, en el marc de la visita del Summe Pontífex als Estats Units.
En un dels seus últims concerts del "Tour Awakening" Jackie va dir al seu públic que llançarà un nou àlbum a principis del 2016.
El 8 d'octubre de 2015 Jackie va cantar en la Gala Inaugural de la Fundació Global Lyme Alliance a New York City, per a la recerca del tractament per a la malaltia de Lyme en suport de la seva amiga Yolanda Foster qui ha estat diagnosticada amb aquesta malaltia, a més, en aquest esdeveniment Jackie va explicar que la seva mare, Lisa també sofreix de la malaltia.
El 12 d'octubre de 2015 la Revista "People" va llançar una entrevista exclusiva de Jackie, el seu pare i la seva germana Juliet, sobre la transició d'aquesta com transgènere, ells van parlar de la importància de recolzar-se com a família i de les conseqüències que podrien afectar els joves que es veuen rebutjats per aquesta condició Jackie va manifestar públicament el seu suport de la seva germana i va mostrar el seu suport a la lluita en contra del bullying.
Al desembre del 2015 Jackie va cantar l'Himne Nacional en el partit de futbol americà entre els Pittsburgh Steelers i els Indianapolis Colts, el 17 de desembre va llançar un nou video de manera exclusiva a través de la Revista People, el cover de la cançó de Taylor Swift per a la pel·lícula The Hunger Games, el single titulat Safe & Sound. Jackie va llançar el video al seu canal oficial de Youtube. El 18 de desembre Safe & Sound va ser llançat en Amazon i iTunes. El llançament d'aquest nou senzill es va fer a través de la seva nova empresa discogràfica JE Touring, Inc.
El 19 de desembre va culminar el seu Awakening Tour 2015 amb un concert de Nadal a Kalamazoo, Michigan, Estats Units, al costat de la Kalamazoo Symphony Orchestra i al Cor de Nens d'aquesta ciutat. Jackie té dates de concerts del seu tour fins a abril del 2016.
El 28 de Gener Jackie va llançar el seu tercer video, aquesta vegada un cover de la cançó original de Sam Smith "Writing's On The Wall" per a la  pel·lícula "Spectre" de la saga de James Bond. El video va ser publicat al seu canal oficial de Youtube i va ser llançat a nivell mundial de manera exclusiva per la Revista Just Jared. En el video ella actua de l'Agent Especial, mentre que la seva germana Juliet és la vilana de la història. Per conèixer el final de la història fa un cop d'ull al video:Jackie Evancho "Writing's On The Wall". L'endemà, el 29 de Gener Jackie va llançar el seu senzill en les principals plataformes de compra digital, Amazon, iTunes i Spotify, "Writing's On The Wall" formarà part del seu nou àlbum que serà llançat a mitjan 2016. Les crítiques de la cançó van ser realment favorables, la gent va admirar la seva capacitat de canviar de gènere amb mestratge sense perdre la seva poderosa veu però adaptant-se perfectament als requeriments del gènere pop.
El 24 de Març Jackie va llançar el seu següent single, el cover de la cançó "Coming Home Pt. II" de Skylar Grey, Jackie va definir aquest senzill com un homenatge a totes les tropes que defensen el seu país. El 3 d'Abril va cantar l'Himne Nacional Americà en el joc d'inici de temporada 2016 de Pittsburgh Pirates.
El següent senzill de Jackie, anomenat "Apocalypse" està previst per ser llançat el 22 d'abril de 2016, en conjunt amb un nou video musical. "Apocalypse" serà el primer original del nou àlbum que serà llançat en 2016. Posterior al llançament del senzill, Jackie té prevista aparicions en programes de TV com Today i Live! with Kelly and Michael pel 26 d'Abril. Posterior a això, el 28 d'Abril Jackie es presenta en concert en el Mayo Performing Arts Center en Morristown. El 24 de Julio es presentarà com a cap d'espectacle de l'esdeveniment Festa Italiana de la comunitat italiana als Estats Units. Jackie donarà un concert a benefici en la Gala 2016 del Project Sunshine per ajudar a proveir programes educatius, recreatius i socials gratuïts a nens que enfronten a problemes mèdics.
El 22 d'abril de 2016 Jackie Evancho el seu senzill titulat "Apocalypse", el seu primer original pop, escrit per Peter Zizzo, aquesta nova cançó troba a Jackie incursionando en el gènere pop i cantant amb una veu diferent a la qual ella estava acostumada. El senzill serà part del seu nou àlbum a ser llançat en algun moment del 2016. Billboard va escriure: "ha trobat un so completament nou, la cantant de 16 anys fa un pas fora del món clàssic que la va fer famosa.", Però Jackie va dir a Billboard: "No em vaig a desfer de la meva veu clàssica, perquè aquestes són les meves arrels, això és el que més m'agrada". El 26 d'Abril Jackie es va presentar en viu en Today Show i "Live! with Kelly and Michael" cantant "Apocalypse" en viu, rebent crítiques positives sobre la seva presentació.
El 4 de Julio, 2016 va formar part de la festa del Dia de la Independència dels Estats Units en l'esdeveniment massiu "A Capitol Fourth" a Washington DC, Jackie va cantar el clàssic del cancioner patriòtic nord-americà "God Bless America" rebent elogis al voltant del món per aquesta presentació.
El 28 d'octubre de 2016 llançarà el seu tercer àlbum Nadalenc "Someday At Christmas" sota el segell Sony Masterworks, el quin serà una reedició d'algunes de les seves més famoses cançons gravades prèviament en les seves dos anteriors àlbums Nadalencs "O Holy Night" (2010) i "Heavenly Christmas" (2011), també comptarà amb 2 noves cançons "Someday At Christmas" i "Little Drummer Boy", a més l'àlbum tindrà duetos prèviament gravats amb cantants com Plácido Domingo, Vittorio Grigolo i Peter Hollens, i un nou dueto gravat amb el famós trio italià Il Volo.
Jackie ha estat confirmada per cantar l'Himne Nacional nord-americà en la presa de possessió de Donald Trump el 20 de gener de 2017.

### Actuació i modelatge
Jackie va tenir alguna experiència primerenca en actuació presentant-se en el teatre amb el musical High School en el Teatre Musical de Pittsburgh en 2007 i en la versió musical per a teatre de "Un conte de Nadal" i "Caputxeta Vermella" on va interpretar el paper principal en 2009. Ella també va aparèixer breument com a extra en la pel·lícula de 2010 "She's Out of My League". La seva primera aparició principal en televisió va ser en el 2011 en l'episodi "Back To Max" de la comèdia de Disney Channel "Els Bruixots de Waverly Place" on el seu personatge cantava la música "America the Beautiful" en un esdeveniment cultural de l'escola per pagar un càstig i sortir de detenció.
També apareix en la pel·lícula The Company You Keep, un thriller polític que es va estrenar en festivals de cinema en 2012. La pel·lícula va ser llançada per a l'estranger i Estats Units a l'abril de 2013. En la pel·lícula Jackie interpreta a Isabel la filla d'11 anys d'un advocat vidu (Jim Grant) que posteriorment es converteix en un fugitiu, interpretat per Robert Redford, que també va dirigir la pel·lícula. Quan es descobreix la veritable identitat de Grant com un exmilitant "Weather Underground" i és perseguit a través dels EUA per l'FBI i per un ambiciós periodista (Shia LaBeouf). Per reunir-se de nou amb Isabel, Grant ha de netejar el seu nom. Jon Weisman va escriure que Evancho "ella va demostrar que és més que un prodigi del cant, amb la seva dolçor seriosa com la filla del personatge de Robert Redford". Redford va cridar a Jackie perquè faci el paper només uns dies abans de començar el rodatge, ell va explicar que desesperat per no trobar a la persona adequada per al personatge d'Isabel, una nit assegut en el llit de l'hotel anant d'un canal a un altre de la televisió sense prestar massa atenció, de sobte va veure una niñita rossa cantant al canal PBS, i va quedar impressionat amb Jackie (el concert que l'estava veient era el seu especial de PBS "Dream With Me In Concert" i es va dir a si mateix, si ella pot fer tot això en l'escenari, ella també va a poder actuar, i va decidir buscar-la perquè actuï en la seva pel·lícula. Referent a l'actuació, Jackie va dir en 2012: "Jo no crec que vulgui actuar a temps complet Crec que m'agradaria fer alguna cosa amb un especial de Disney o fer una pel·lícula de tant en tant que em donaria temps suficient per cantar i gravar, però això és tot." Jackie va compartir elenc amb grans estels del cinema com Susan Sarandon, Stanley Tucci, Julie Christie, Anna Kendrick, Chris Cooper, Nick Nolte, entre d'altres.
Jackie va modelar per GUESS Kids en 2012 per llançar la temporada tardor/hivern de la marca, també va modelar per a la línia de roba juvenil "Justice Girls Clothing" en 2014, i a vegades ha aparegut en altres anuncis de productes i anuncis de servei públic.

## Recepció i reputació

### Primeres apreciacions
Després de l'actuació de Jackie de "Ave María" en America's Got Talent, el jutge Piers Morgan va dir: "Mai he vist un acte així, en aquest espectacle o en el xou britànic o qualsevol dels altres concursos de talents al món, amb més potencial que Jackie Evancho. Aquesta va ser la perfecció. La perfecció!" Christopher Hahn, Director General de l'Òpera de Pittsburgh, va comentar l'actuació de Jackie de "O Mio Babbino Caro" en AGT "És molt rar que una nena petita tingui una veu que sona tan rica i desenvolupada." "Jo crec que és una meravella, amb una dolçor convincent" va dir Hahn. "És molt rar escoltar a una persona tan jove amb aquest nivell de calidesa i qüalitat en la seva veu." va dir Hahn elogiant la veu d'Evancho.
El compositor Tim Janis va comentar en 2010 que Jackie "pren una peça clàssica i fa que sigui amable i accessible. La seva veu és tan pura i natural, no hi ha defecte en ella. La gent diu 'puc sentir venir el seu potencial' però no, està aquí i ara". El crític Tim Page no va estar d'acord, va escriure referent als resultats AGT de la presentació de Jackie de "O Mio Babbino Caro" que ella "té molts anys de treball al davant abans que es converteixi en qualsevol tipus de músic." Claudia Benack, professora ajudant de teatre musical a la Universitat Carnegie Mellon, va dir que Evancho "té un aire inusualment adult per al repertori. Ella canta la part important de la frase, i després retrocedeix. Això és instintiu. Ella pren respiracions de vegades on un adult no ho faria, però això és solament perquè ella és jove i petita. Canta des de la part sana de la seva veu." El doctor Clark Rosen, director de la Universitat de Pittsburgh i el Voice Center, va comentar que el talent de Jackie és possible gràcies a la forma en què el seu cervell coordina el seu cos per cantar: "Molt poques persones són prou dotades per fer això naturalment, o amb l'aprenentatge posterior, per crear una veu que ens encantaria sentir."

### 2011 i posteriors
Una revisió de 2011 del concert de Jackie amb la Pittsburgh Opera va assenyalar que "el que era més impressionant. era el musical que era ella, el seu enfocament en les lletres i una comprensió de l'emoció de la música en si." La revisió també va elogiar "la seva veu de pit reverberant la seva veu de cap, copejant el més alt registre amb l'entonació i la puresa perfectes" i es va fer ressò Janis: "Que ella continuï sent rebuda amb escepticisme és injust. Sí, el concert va demostrar que Jackie és una noia jove, no obstant això, una amb un art per ser apreciada ara sense debatre sobre el que el seu futur pugui oferir" Antony Walker, director musical de l'Òpera de Pittsburgh, va dir: "ella té una manera molt sincera de cantar. La seva veu té un preciosa qualitat en ella. És una manera simple de cantar però ve del cor. Rares vegades se sent a algú tan jove amb una veu tan bella". Nekesa Mumbi Moody, escrivint per Associated Press i ABC News, va comentar que, encara que "no hi ha una qualitat juvenil en la veu de Jackie, és gairebé infantil: És una soprano que travessa hàbilment les escales musicals". Bob Boilen de NPR va escriure: "Jo simplement no podia creure el que els meus ulls i oïdes estaven experimentant. Veure Jackie Evancho cantar per primera vegada és gairebé increïble. "Va anomenar a la seva veu", més enllà d'allò bonic "quan va actuar" per a un públic atònit en les oficines de NPR Music. Clarament és una nena molt feliç amb un regal musical increïble." Una revisió del seu concert de 2011 a Sun Valley va declarar que "Evancho va transportar al seu públic, amb unes notes pures i alegres, i va moure a l'aplaudiment general després de cada cançó."
El diari Los Angeles Times va comentar al juny de 2011 en la revisió de "Dream With Me" que "la seva veu ha madurat molt en els últims 10 mesos." El periòdic va continuar, "la qual cosa ens fa sentir com si ella va a sobreviure al viatge d'estel infantil a intèrpret adult és el seu magnífic sentit del to, la seva habilitat natural per donar forma a les frases i la facilitat amb què ho aconsegueix. Això és el que la converteix en una alegria d'escoltar. Encara que ella és encara una nena, i tots tenim afectacions de les quals estem aprenent, anem a fingir que no notem els braços de Brightman." En la revisió del seu concert en l'Òpera de Pittsburgh en 2011, el Pittsburgh Tribune-Review va cridar a la seva veu "meravellosament en sintonia i ben recolzada, la sinceritat de Evancho en el seu lliurament és total." Un membre de The New York Times va escriure del seu concert en el Avery Fisher Hall de 2011 que: "En la primera meitat de l'espectacle la Srta. Evancho sovint va retrocedir, però cap al final de la nit es va trobar amb el seu propòsit, el lliurament 'A Time For Us" amb aquest cop i tancant "Angel" de Sarah McLachlan amb el que semblava ser l'anhel de debò". The Wall Street Journal en 2011 va dir del rendiment de Jackie de la cançó "Angel" al programa The Tonight Show "realment commovedora".
Una ressenya del San Francisco Chronicle d'un concert de 2012 va jutjar el seu cant com "alguna cosa impressionant de presenciar, la precisió tècnica de Evancho i la seva enorme gamma només serveixen per fer que sembli menys increïble. Aquesta noia sí que pot cantar", però va considerar que "cada cançó sonava igual." Un altre crític va escriure que Evancho "mostra el seu famós equilibri i articulació", però va assenyalar que "la càrrega de ser una nena soprano, un veritable fenomen. La gent paga molt per veure't i les orquestres fan cua per aconseguir que cantis amb ells. Però així i tot la gent es pregunta si realment fas la teva vida, i si no has d'estar a casa, menjant gelat en lloc d'estar a Denver. I no obstant això, ells es posen dempeus, una vegada més, quan acaba de cantar." Una revisió el Naples Daily News va dir: "El seu aplom, el control de la seva gamma. la seva veu i la seva actuació han esgotat tots els superlatius en el diccionari." En 2013, un crític va comentar: "Els seus purs i ben formats sons vocals van tocar els cors de tots en el concert. Any rere any, la seva veu sembla millor i millor." Un crític de The Atlanta Journal-Constitution va anomenar a Jackie "increïblement talentosa" i "tècnicament impecable" en comentar: "Evancho posseeix la veu d'un àngel". Un reporter del Buffalo News va escriure: "hi ha una intensitat amb el so d'aquesta veu madura que surt d'aquest nena. Les seves notes altes són una alegria."
En 2014, un crític de la revista Billboard va comentar: "la veu estratosfèrica de Jackie Evancho és per descomptat impressionant per a algú de la seva edat, encara que les cordes vocals d'aquesta noia són increïbles para gairebé qualsevol persona" en 2015, el crític del Digital Magazine va escriure: "El control que mostra en de la seva veu és tremend i ella arriba amb força a les notes altes, sense esforç, mostrant la seva veu angelical i unes cordes vocals impecables. La veu de Evancho és la vuitena meravella del món." Robin Leach va escriure el gener de 2015 sobre el concert de Evancho a Las Vegas: "Encara té la veu d'un àngel, això és notable, i el seu poder és cada vegada major a mesura que creix, ella tenia al públic en ovació dempeus al final de cada cançó."

## Honors
Jackie va aparèixer en la llista del "National League of Junior Cotillion" entre les "Deu persones amb millors modals de 2011" per demostrar humilitat i cortesia com una jove intèrpret." També va ser honrada el 13 d'abril de 2012 pel senador John Heinz en el History Center en el seu 20.ª Sopar Anual dels quals Fan Història i va rebre el premi com un dels cinc "distingits de Pittsburgh" reconegut per les seves contribucions excepcionals a la història de l'Oest de Pennsylvania, la nació i el món". Jackie és la persona més jove a rebre aquest honor. El Kean Quest Talent Search, des de 2011 declarat i lliurat el "Premi Jackie Evancho" anualment al concursant que "és un exemple de coratge i motivació i lluita per seguir els seus somnis." En 2011 i 2012, la revista Billboard va nomenar a Evancho en la seva llista de "Els 21 amb menys de 21: Els menors més influents de la Indústria de la Música"

## Discografia
| Any  | Títol                                      | Notes                                                                 |
| ---- | ------------------------------------------ | --------------------------------------------------------------------- |
| 2009 | Prelude to a Dream                         | Independent àlbum d'estudi                                            |
| 2010 | O Holy Night                               | EP                                                                    |
| 2011 | Dream with Me                              | àlbum d'estudi                                                        |
| 2011 | Dream with Me in Concert                   | CD/DVD, Blu-ray i versió en DVD                                       |
| 2011 | Heavenly Christmas                         | àlbum d'estudi                                                        |
| 2012 | Songs from the Silver Screen               | àlbum d'estudi                                                        |
| 2012 | Jackie Evancho: Music of the Movies        | DVD (part de Songs from the Silver Screen edició de luxe en Target)   |
| 2014 | Awakening                                  | àlbum d'estudi                                                        |
| 2014 | Awakening: Live in Concert Especial de PBS | DVD disponible realitzant donacions a PBS - Llançament 2 de juny 2015 |